# Solanum capillipes
Solanum capillipes är en potatisväxtart som beskrevs av Nathaniel Lord Britton. Solanum capillipes ingår i släktet skattor som ingår i familjen potatisväxter. Inga underarter finns listade i Catalogue of Life.